# John Burdon Sanderson Haldane
John Burdon Sanderson Haldane (Oxford, 5 november 1892 - Bhubaneswar, 1 december 1964) was een Engels-Indiaas geneticus en evolutiebioloog. Hij was samen met Ronald Fisher en Sewall Wright een van de grondleggers van de populatiegenetica.
Haldane liet zich aanspreken met Jack, maar gebruikte J.B.S. standaard als auteursnaam.

## Academische loopbaan

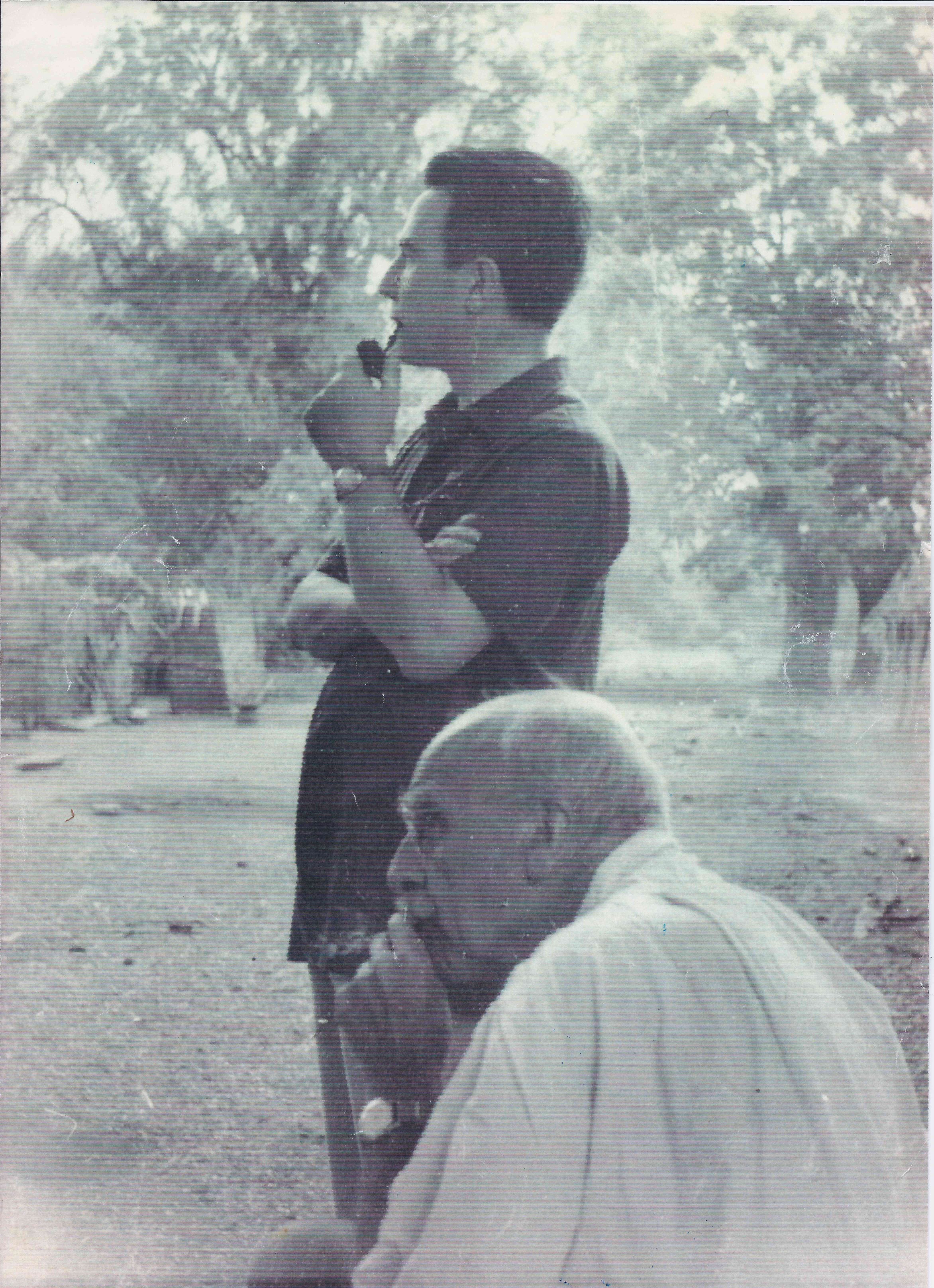
Haldane (zittend) met Marcello Siniscalco (staand) in Andhra Pradesh in 1964.

Haldane werkte tussen 1919 en 1922 op het New College van de Universiteit van Oxford (waar hij zelf studeerde) voor hij overstapte naar het Trinity College van de Universiteit van Cambridge, waar hij reader werd (een functie tussen lector en hoogleraar). Daar bleef hij negen jaar aan om er onderzoek te doen naar enzymen en genetica.
Haldane werd vervolgens hoogleraar genetica aan het University College van de Universiteit van Londen en later hoogleraar biometrie. Daar zou hij blijven tot hij in 1957 emigreerde naar India en daar staatsburger (in 1961) werd.
Een van Haldanes studenten, John Maynard Smith, werd later eveneens een grote naam in de wetenschap.
Haldane werd vooral bekend door zijn werk op het gebied van de wiskundige theorie van de evolutie. Haldanes bijdragen aan de studie naar de menselijke genetica en de populatiegenetica droegen bij aan wat later de moderne synthese in de biologie zou gaan heten, het verbinden van de erfelijkheidsleer, evolutietheorie en paleontologie.  Daarnaast heeft hij belangrijke bijdragen geleverd aan de humane fysiologie.
Hij verrichtte niet alleen baanbrekend onderzoek, hij stond ook bekend als een begaafd wetenschapspopularisator. Hij gaf bijvoorbeeld een introductie in Experiments in the Revival of Organisms, een Russische film uit 1940.

## Transhumanisme en windturbines met waterstof
Haldane had voor die tijd vergaande opvattingen over manieren om de mens door genetische aanpassingen te verbeteren en kan achteraf als transhumanist worden gezien. Daarnaast lanceerde hij in 1923 het idee om met windmolens waterstof te produceren 

## Politiek
Haldane was socialist en marxist en hij was enige tijd lid van de Britse communistische partij. Ook steunde hij de anti-Francostrijders (republikeinen) gedurende de Spaanse burgeroorlog. Zijn politieke opvattingen waren in 1957 aanleiding voor hem Engeland te verlaten en naar India te emigreren.

## Erkenning
Haldane werd in 1932 verkozen tot Fellow of the Royal Society en kreeg in 1952 de Darwin Medal. Vier jaar later kreeg hij de Huxley Memorial Medal van het Royal Anthropological Institute. Onder zijn overige nationale en internationale erkenningen waren onder meer de Weldon Memorial Prize van de Universiteit van Oxford en de Darwin-Wallace Medal in 1958 van de Linnean Society of London.